# Rejon Gal
Rejon Gal (abch. Гал араион, Gal araion; ros. Гальский район, Galskij rajon) – jednostka administracyjna Abchazji. De iure jeden z 6 rejonów Autonomicznej Republiki Abchazji wchodzącej w skład Gruzji, de facto jeden z 7 rejonów Republiki Abchazji. Stolicą rejonu jest Gali.

## Położenie
Rejon położony jest w południowej części Abchazji. 

## Ludność
Na podstawie spisu ludności z 2011 rejon Gali zamieszkuje 30 356 ludzi następujących narodowości:
- Gruzini – 27776 (91,5%)
- Megrelowie – 2035 (6,7%)
- Abchazi – 208 (0,7%)
- Rosjanie – 188 (0,6%)
- Ormianie – 26 (0,1%)
- Ukraińcy – 21 (0,1%)
- Grecy – 11 (0,1%)
- Swanowie – 2 (0,1%)